# Мокиевка (Сумская область)
Мокиевка (укр. Мокіївка) — село,
Репчанский сельский совет,
Роменский район,
Сумская область,
Украина.
Код КОАТУУ — 5924188203. Население по переписи 2001 года составляло 388 человек .

## Географическое положение
Село Мокиевка находится на правом берегу реки Ромен,
выше по течению на расстоянии в 1 км расположено село Великие Бубны,
ниже по течению на расстоянии в 2,5 км расположено село Вьюнное,
на противоположном берегу — село Рогинцы.
Вдоль реки проходит несколько ирригационных каналов.
По селу протекает пересыхающий ручей с запрудой.
К селу примыкает лесной массив (дуб, осина)
Рядом проходит железная дорога, станция Рогинцы в 2,5 км.

## Экономика
- КСП «Виктория».
- ООО «Ромен Лтд».

## Объекты социальной сферы
- Дом культуры.